# 夏斌 (金融学家)
夏斌（1951年5月—），男，中国金融学家，曾任深圳证券交易所总经理，中国人民银行政策研究室副主任，中国人民银行非银行金融机构监管司司长，现任国务院发展研究中心金融研究所所长、研究员。